# Oguni
Oguni (jap. 小国町 Oguni-machi) – miasto w Japonii, na wyspie Kiusiu, w prefekturze Kumamoto. Według danych na rok 2020 miejscowość zamieszkiwało 6 590 mieszkańców , a gęstość zaludnienia wyniosła 48,1 os./km².